# Češi ve Spojeném království
Česká emigrace do Spojeného království je pojem, jenž se vztahuje k Čechům, kteří emigrovali do Spojeného království z Československa nebo ze státních útvarů, jež mu předcházely. Ve Velké Británii dnes žije poměrně značný počet lidí, kteří se buď narodili na území dnešní České republiky, nebo mají české předky.

## Počty osob
V rámci britského sčítání lidu v roce 2001 bylo ve Velké Británii napočítáno 12 220 obyvatel, kteří se narodili na území dnešní České republiky. Tento údaj je však poněkud zavádějící, neboť do něj byli zahrnuti i občané ČR, kteří do Británie přišli po vstupu České republiky do Evropské unie v roce 2004 a získali zde právo pobytu.
Podle Centrálního statistického úřadu Velké Británie žilo v roce 2009 v Británii asi 24 000 lidí, kteří se narodili na území dnešní České republiky.

## Známí občané Británie českého původu
- Jan Ladislav Dusík hudební skladatel a klavírní virtuos
- Georgina Bouzova herečka
- Dan Luger anglický ragbista
- Eva Jiřičná architektka
- Jan Kaplický architekt
- Jan Kavan politik
- Čeněk Kottnauer šachista
- Karel Kuttelwascher stíhací pilot RAF
- František Lampl prezident stavební firmy Bovis Lend Lease
- Herbert Lom herec, spisovatel a podnikatel
- Jan Pinkava animátor a filmový režisér
- Josef František nejvýznamnější pilot RAF
- Karel Reisz filmový režisér
- Tom Stoppard dramatik a scenárista